# Estación de Ciudad del Vaticano
La estación de Ciudad del Vaticano (en italiano: Stazione della Città del Vaticano) es la única estación de la red ferroviaria de la Ciudad del Vaticano. Fue inaugurada en 1933 y aunque nunca contó con servicios regulares, tiene tráficos esporádicos de cargas y pasajeros.

## Historia
La estación fue construida por el gobierno italiano como parte de los acuerdos alcanzados en los Pactos de Letrán firmados en 1929 entre el Reino de Italia y la Santa Sede. La obra era parte del proyecto más amplio, que incluía la construcción de la red ferroviaria de la Ciudad del Vaticano, y su conexión con la red ferroviaria de Italia.
La primera locomotora llegó a la estación en 1933 y la entrega formal de las instalaciones, por parte del Ministerio de Obras Públicas, se realizó en 1934. La estación fue diseñada por Giuseppe Momo, el arquitecto preferido del papa Pío XI.
El 4 de octubre de 1962, Juan XXIII se convirtió en el primer papa que utilizó la estación ferroviaria. Partió en un tren de los ferrocarriles italianos hacia Loreto y Asís.

## Descripción
El edificio principal tiene 61 metros de largo y 21,50 metros de ancho. Está decorado con mármol proveniente de las canteras de Seravezza.

## Imágenes

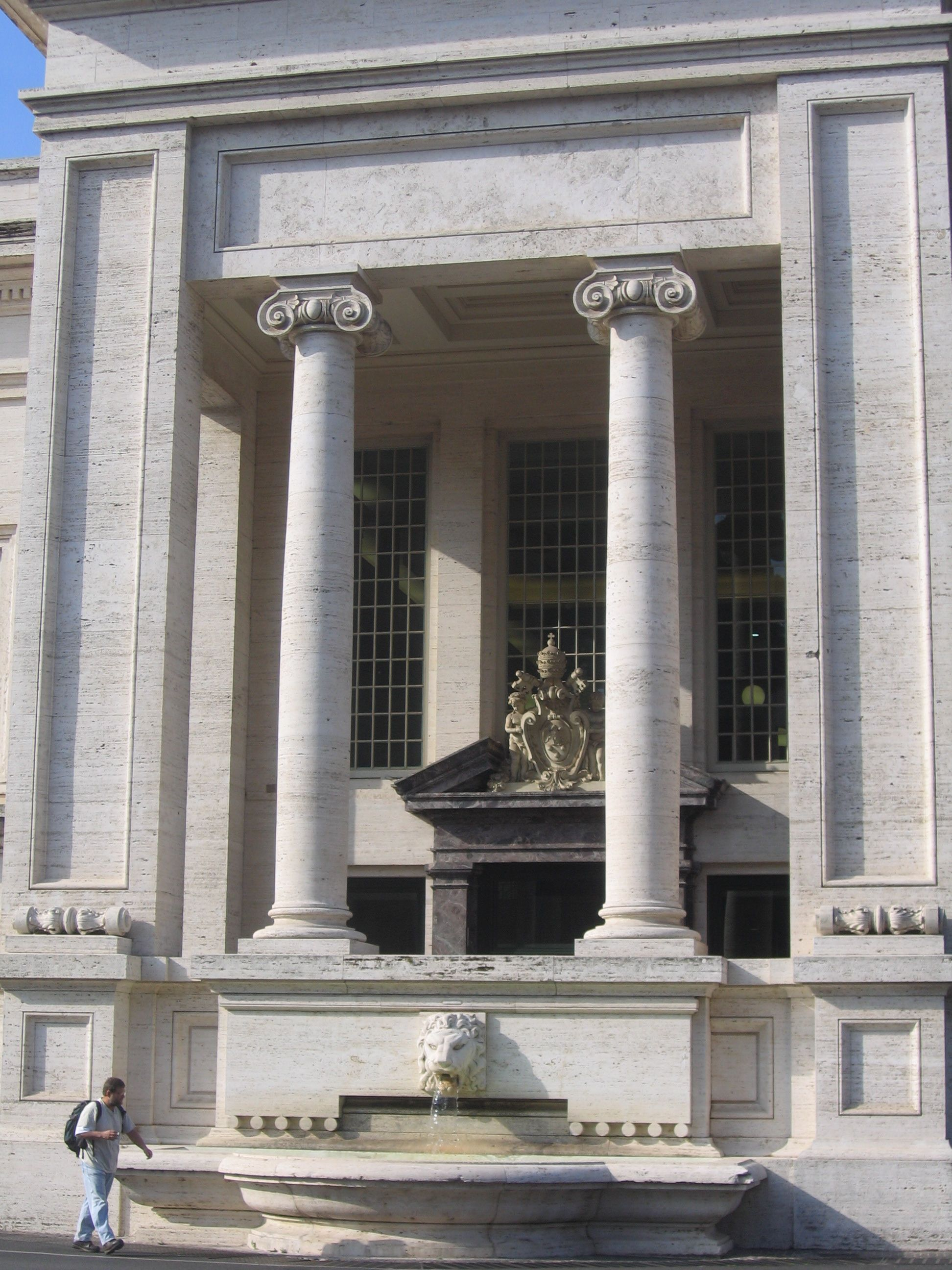
Acceso a la estación.
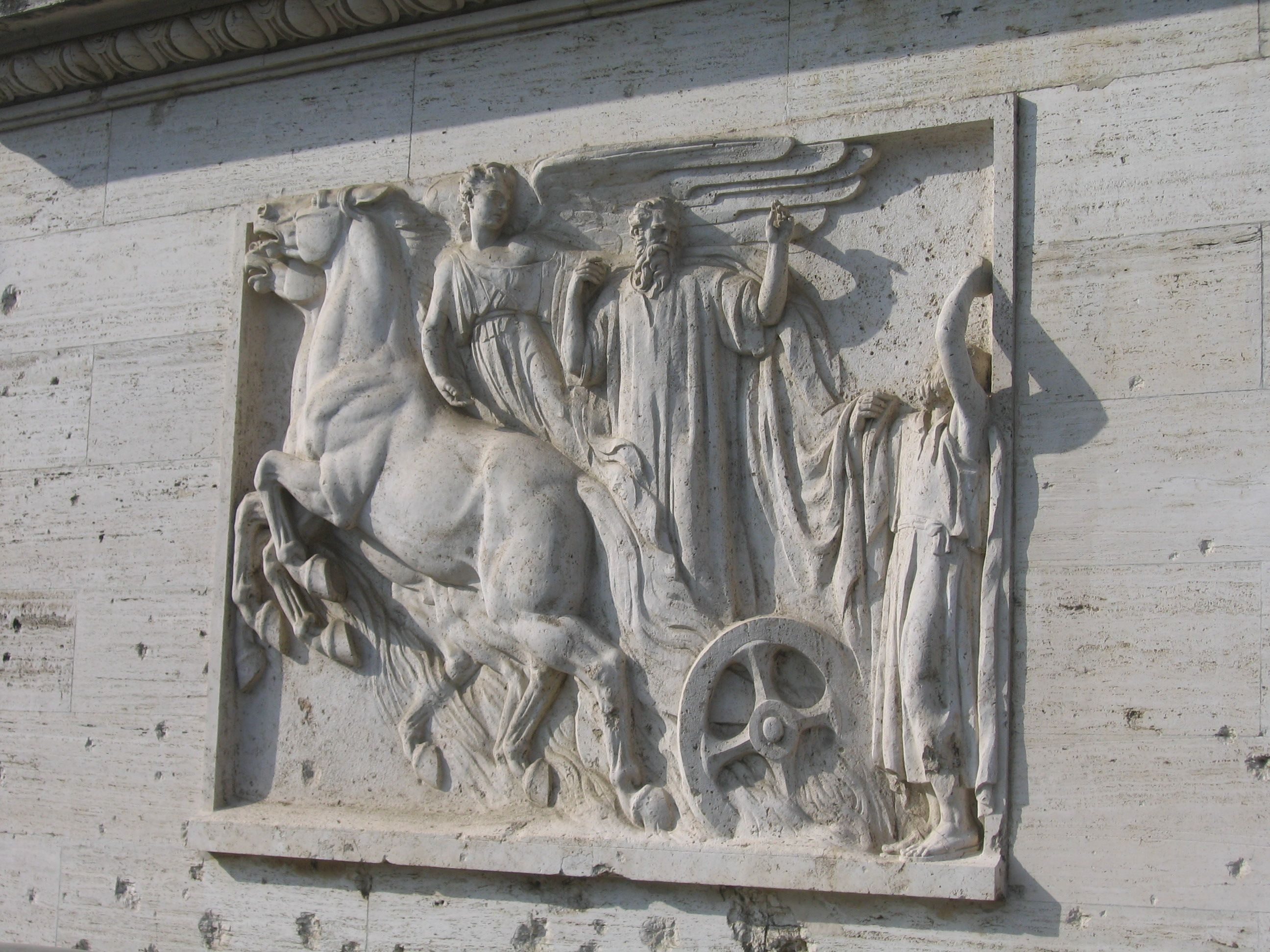
Detalles artísticos.
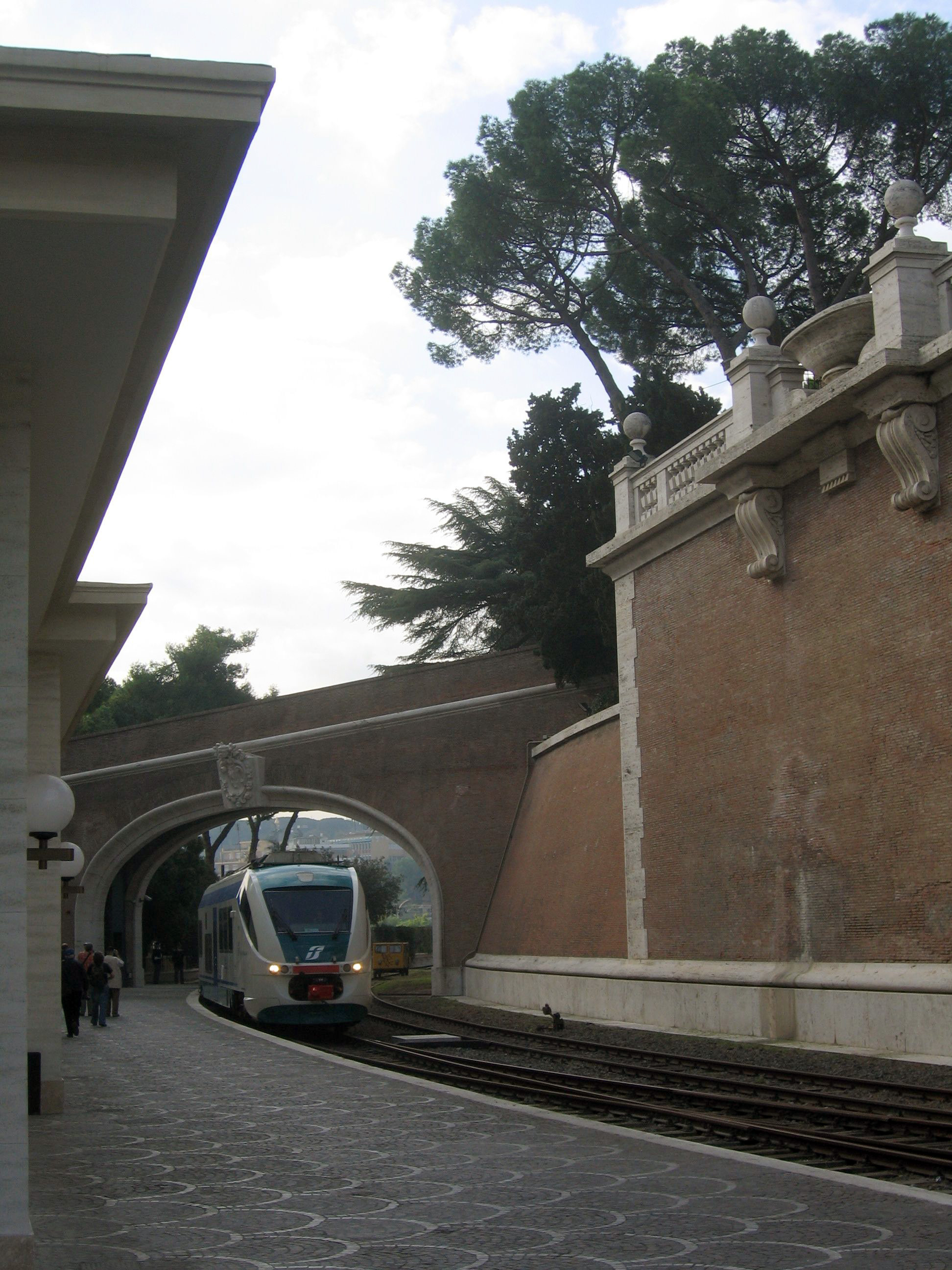
Un tren de pasajeros en la estación.
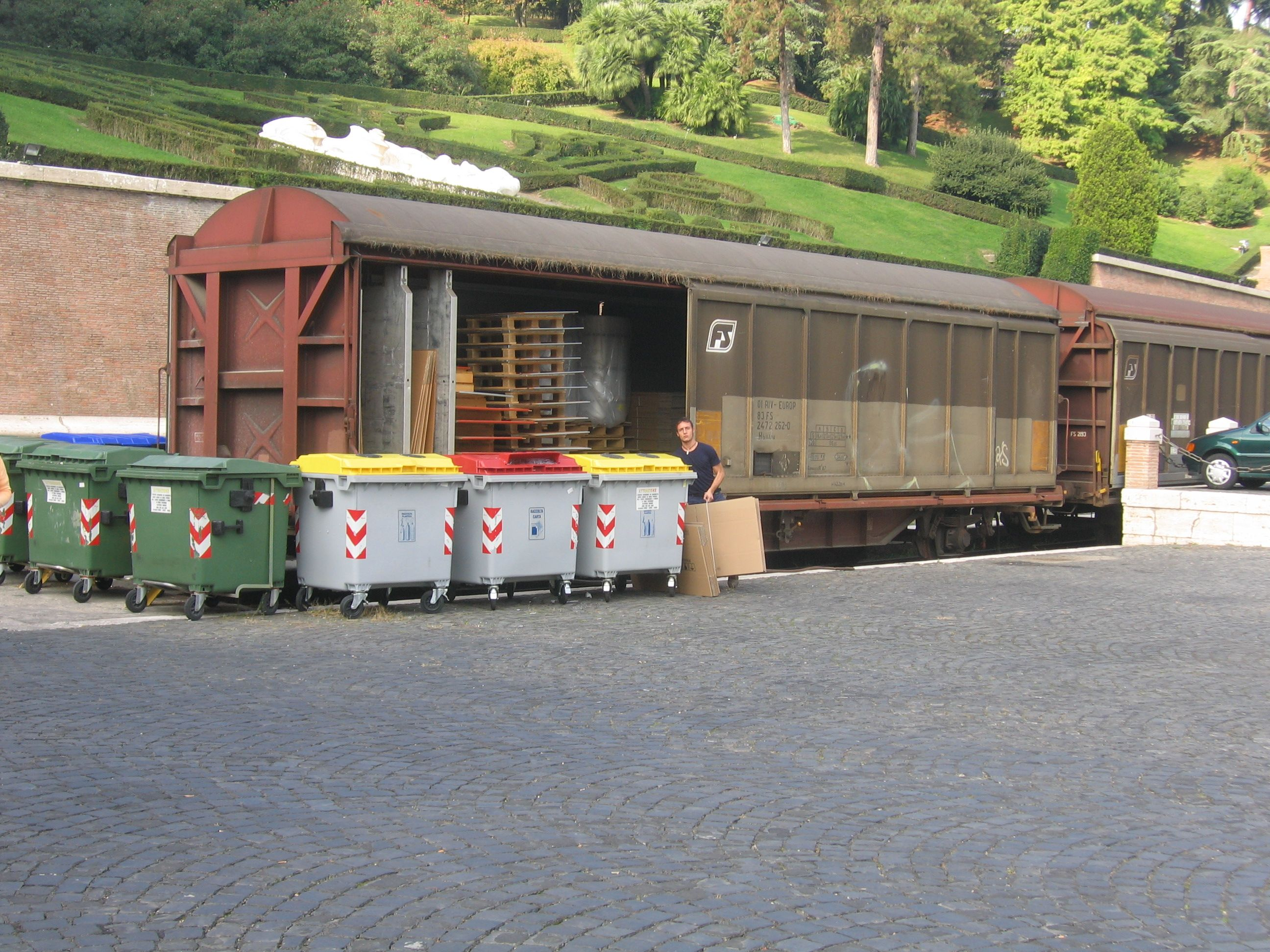
Actividad en los muelles de carga.